# König einer vergessenen Welt
König einer vergessenen Welt (Originaltitel: King of the Lost World) ist ein Abenteuerfilm aus dem Jahr 2005, der unter der Regie von Leigh Scott entstand. Der Film basiert sehr lose auf dem Science-Fiction-Abenteuerroman Die vergessene Welt des Sherlock-Holmes-Erfinders Arthur Conan Doyle und ist ein Mockbuster auf King Kong.

## Handlung
Nach einem Flugzeugabsturz in einem abgelegenen Dschungel gibt es glücklicherweise viele Überlebende. Die Maschine ist beim Absturz auseinandergebrochen, doch das vordere Ende ist nirgends zu finden. Die einzige Möglichkeit Hilfe zu holen besteht darin das Cockpit zu finden und von dort aus eine Nachricht per Funk zu senden.
Ed Malone klettert auf einen kleinen Hügel und kann das Cockpit etwa eine Meile entfernt entdecken. Deshalb beschließt eine Gruppe die Absturzstelle zu verlassen und unter der Führung von John Roxton zum Cockpit mit dem darin befindlichen Funkgerät zu gelangen. Die restlichen Überlebenden verweilen am Flugzeugwrack, das ihnen einen sicheren Unterschlupf bietet, und können im Falle eines vorbeifliegenden Flugzeugs nach Hilfe „rufen“.
Als die Gruppe die vermeintlichen Flugzeugtrümmer erreicht, muss sie feststellen, dass sie nicht zu dem Flugzeug gehören, in dem sie abgestürzt sind. Fatalerweise fehlen in diesem Wrack das Funkgerät und weitere wichtigen Teile, die ihnen helfen könnten. Unerwartet stößt Leutnant Challenger zu der Gruppe dazu. Er hat es geschafft, allein mit seiner Aktentasche, von der er sich offenbar nicht trennen will, ihnen nachzugehen.
Auf der Suche nach dem Cockpit gehen einige Personen unterwegs verloren und werden getötet. Als die Gruppe ein Militärflugzeug sichtet, versucht Leutnant Challenger eine Rakete als Signalpistole auszurüsten, was jedoch scheitert. Die Gruppe findet in dieser Nacht eine Höhle als Unterschlupf, doch werden sie von riesigen Skorpionen angegriffen. John und Tianka werden dabei getötet, während Ed, Challenger, Rita, Dana und Natalie aus Sicherheitsgründen fliehen. Auf dem Weg aus dem Dschungel werden sie von Einheimischen gefangen genommen, die hier auf einem Plateau leben. Sie waren es auch, die die Teile der Flugzeuge genommen hatten. Die Eingeborenen wurden vor langer Zeit selbst Opfer eines Absturzes und haben im Laufe der Zeit einen Opferritus entwickelt, um die Kreaturen des Dschungels zu besänftigen. So wird Ed als nächstes Opfer ausgewählt, während Dana und Natalie einer Gehirnwäsche unterzogen werden, damit sie sich ihnen anschließen.
Zu Eds Rettung schlägt die Opferzeremonie fehl, weil ein Riesenaffe die Eingeborenen angreift und Dana statt Ed mitnimmt. Eintreffende Militärjets greifen den Riesenaffen an, werden aber von ihm zerstört. Auch Leutnant Challenger wird von einem Eingeborenen getötet und so steht Ed allein im Kampf gegen den Affen. Ed platziert eine Atombombe aus einem abgestürzten Flugzeug und tötet den Affen, aber er zerstört auch das Cockpit und die Bombe erreicht auch Ed, Rita und Dana im Dschungel. Während Ed Rita küsst, spricht er kurz vor seinem Tod: „Nicht heute“.

## Unterschiede zum Roman
- Die Kulisse ist eher das 21. Jahrhundert als das frühe 20. Jahrhundert.

- In dem Roman von Arthur Conan Doyle wurde klargestellt, dass Ed Malone irisch war. In diesem Film ist er Amerikaner.

- In dem Roman war der Charakter von Professor Challenger ein Wissenschaftler. In diesem Film ist er Leutnant der United States Air Force.

- Die Figur von Professor Summerlee ist jetzt eine Frau namens Rita Summerlee.

- Die Expedition im Roman reiste ursprünglich in die Verlorene Welt, um die Behauptungen von Prof. Challenger zu beweisen, dass Dinosaurier in der Neuzeit leben. Im Film landet sie versehentlich in der Verlorenen Welt.

- Im Roman gab es keinen Riesenaffen. Die ursprünglichen Antagonisten waren eine Rasse von Affenmenschen, die in der Verlorenen Welt lebten.

- Im Film sind die Charaktere auf einer Insel gestrandet, im Roman und früheren Verfilmungen spielt sich die Geschichte jedoch auf einem Plateau ab.

- Der Film enthält Riesenskorpione, Riesenspinnen, menschenfressende Reben und riesige geflügelte Eidechsen. Im Roman gibt es nur Dinosaurier und andere prähistorische Kreaturen.

- Im Film sterben viele Charaktere, darunter Challenger und John Roxton. Im Roman überleben sie jedoch.

## Kritik
HorrorTalk bewertet den Film als einen der besten von Asylum: „Unter dem Strich ist King of the Lost World ein lustiger Tummel durch den Dschungel von Anfang bis Ende.“
Dread Central stimmt der Bewertung des Films als einer der besseren Asylum Filme zu, kritisiert jedoch den dritten Akt des Films als verworren sowie das Fehlen des Titelaffen.